# Prospect (Kentucky)
Prospect é uma cidade localizada no estado americano de Kentucky, no Condado de Jefferson e Condado de Oldham.

## Demografia
Segundo o censo americano de 2000, a sua população era de 4657 habitantes.
Em 2006, foi estimada uma população de 5129, um aumento de 472 (10.1%).

## Geografia
De acordo com o United States Census Bureau tem uma área de
10,4 km², dos quais 10,4 km² cobertos por terra e 0,0 km² cobertos por água.

## Localidades na vizinhança
O diagrama seguinte representa as localidades num raio de 8 km ao redor de Prospect.